# Millanes
Millanes è un comune spagnolo di 218 abitanti situato nella comunità autonoma dell'Estremadura.